# Carlos Eduardo Moro
Carlos Eduardo Moro, detto Carlinhos (Chapecó, 26 agosto 1981), è un ex giocatore di calcio a 5 brasiliano, campione del mondo con la nazionale brasiliana nel 2008.

## Carriera
A livello di club ha giocato prevalentemente in patria, disputando otto stagioni con il Carlos Barbosa. In Europa vanta due esperienze triennali, la prima nel campionato spagnolo con il Santiago, la seconda in quello russo con la Dina Mosca. Con la nazionale brasiliana ha vinto la Copa América 2008 e la Coppa del Mondo 2008.

## Palmarès

### Club

#### Competizioni nazionali
- Campionato brasiliano: 3
Carlos Barbosa: 2004, 2006, 2009
- Campionato russo: 1
Dina Mosca: 2013-14

#### Competizioni internazionali
- Coppa Libertadores: 4
Carlos Barbosa: 2002, 2003, 2010, 2011
- Coppa Intercontinentale: 1
Carlos Barbosa: 2004

### Nazionale
- Campionato mondiale: 1

Brasile 2008
- Coppa America: 1

Uruguay 2008